# Ulriksdals vaktstugor

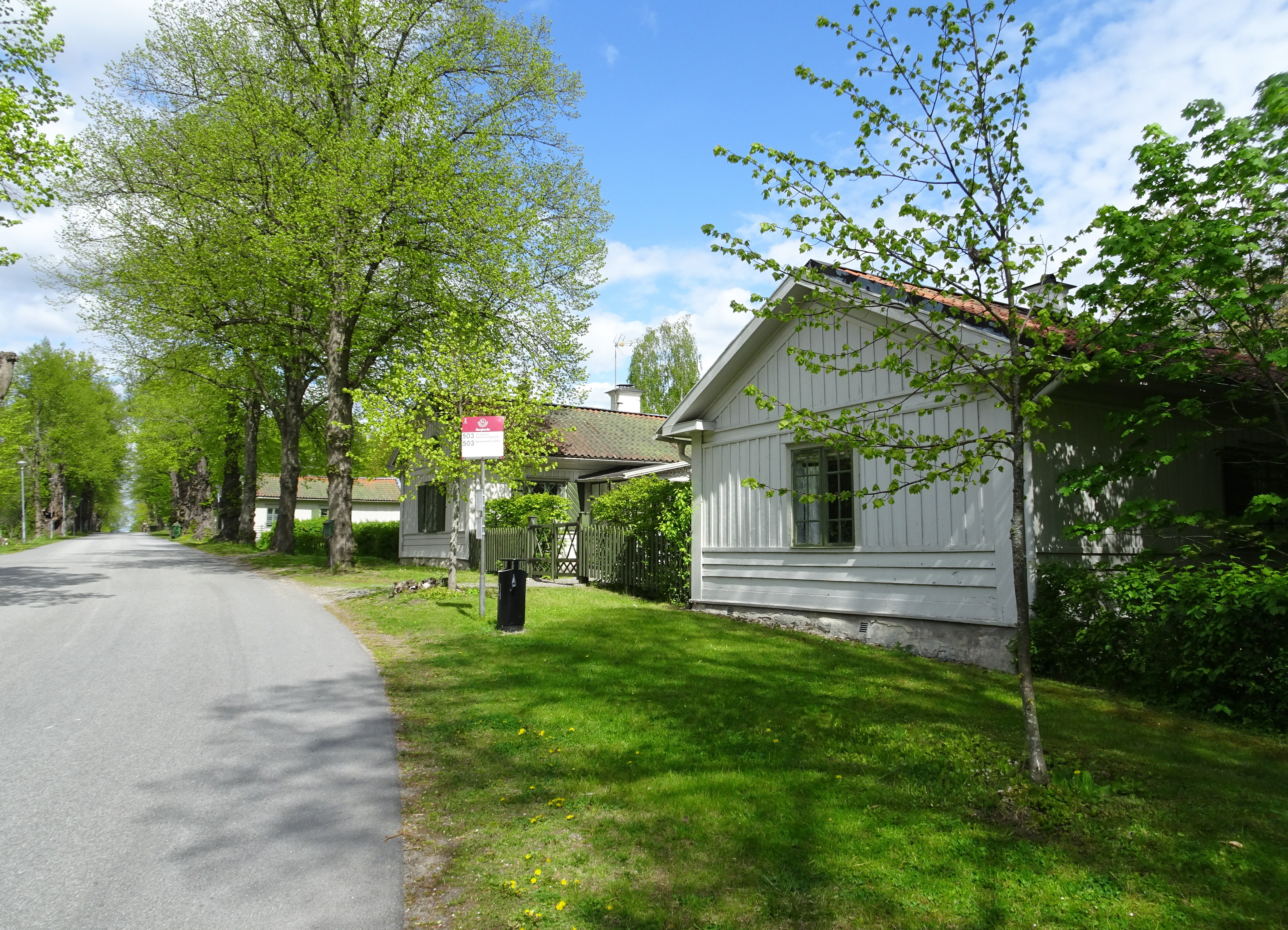
Ulriksdals vaktstugor I–III (stuga I närmast), vy mot norr, maj 2020.

Ulriksdals vaktstugor är en grupp kulturhistoriskt värdefulla byggnader vid Slottsallén 2–6 på Ulriksdals slottsområde i Solna kommun. I stugorna bodde fram till 1958 slottets vaktpersonal, idag är det privatvillor. Vaktstugorna ligger på slottsfastigheten Ulriksdal 2:3 som är ett statligt byggnadsminne sedan år 1935.

## Historik

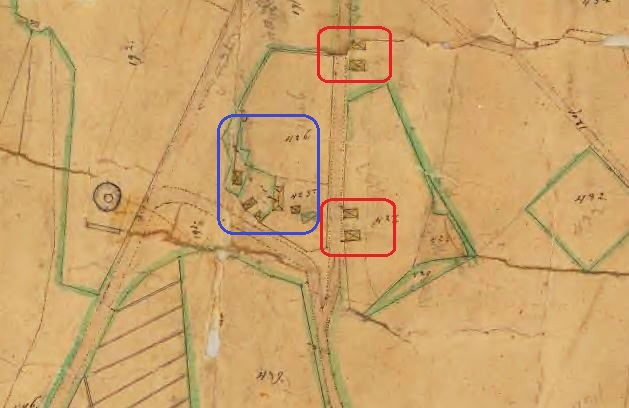
Ulriksdals vaktstugor (röd markering) och Berglunda (blå markering), 1854.

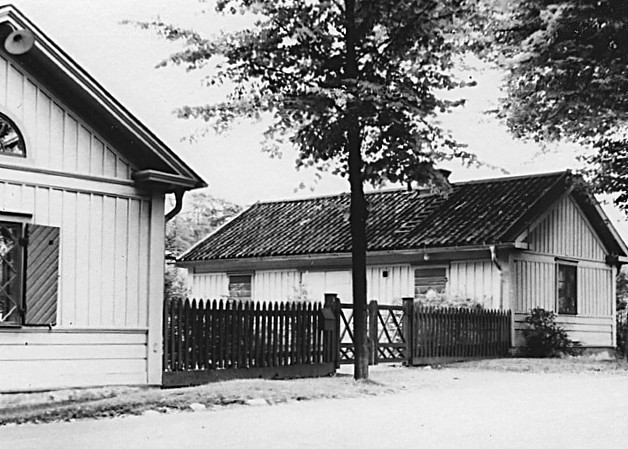
Ulriksdals vaktstugor 1968.

Redan 1709 låg vid östra sidan av infarten till Ulriksdals slott (dagens Slottsallén) två vaktboställen och 1774 fanns ytterligare två på västra sidan vägen. På 1770-talet var sju vaktkarlar anställa på Ulriksdal. De var något av allt-i-allo och förutom att fungera som nattvakt skulle de även göra dagsverken för trädgårdsmästaren, arbeta med höskörden eller hjälpa slottets husmor med att flytta möbler i slottet. Vaktmännens hustrur skulle ansvara för tvätten av slottets linne och för ”rummens skurning i såväl Slottet som Confidencen och Capellet mot betalning”. Med "Confidencen" menades Ulriksdals slottsteater och med "Capellet" avsågs Ulriksdals slottskapell.
Bebyggelsen väster om vägen innehades i början av 1800-talet av Petter Holm, som var den siste vaktkarlen på stället. År 1808 namngav han bebyggelsen Bergalund(a) och började hyra ut rum till sommargäster. 1843 revs nästan samtliga hus av dåvarande arrendatorn, destillatören J.D. Leufvenmark, och han lät bygga nytt. Här inrättade 1863 källarmästaren Johan Daniel Grönstedt (känd för sin konjak och punsch) sitt sommarnöje, numera känt som Villa Berglunda.
Vaktstugorna på östra sidan om Slottsallén består av tre par hus med vardera ett boningshus och en uthuslänga samt en liten innergård däremellan. De står på rad med gaveln mot gatan och har snarlikt utseende med panelade, ljusgrå målade fasader under tegeltäckta sadeltak. Boningshusen har glasverandor. Trots enhetligt utseende är husen byggda på olika tider. Det södra husparet är äldst och det längst i norr uppfördes på 1800-talets mitt. Det mellersta husparet saknas fortfarande på en karta från 1854, men uppfördes troligen kort därefter. Samtliga hus fick då ett likartat klassicerande utseende med paneler och krysspröjsade fönster. 
De tre vaktkarlarna (en från varje vaktstuga) gick sin vaktrunda på slottet i skift vart tredje dygn. När inbrottslarm installerades 1958 upphörde verksamheten och vaktstugorna blev till tre privatvillor. Fastighetsägare är Statens fastighetsverk.

## Bilder

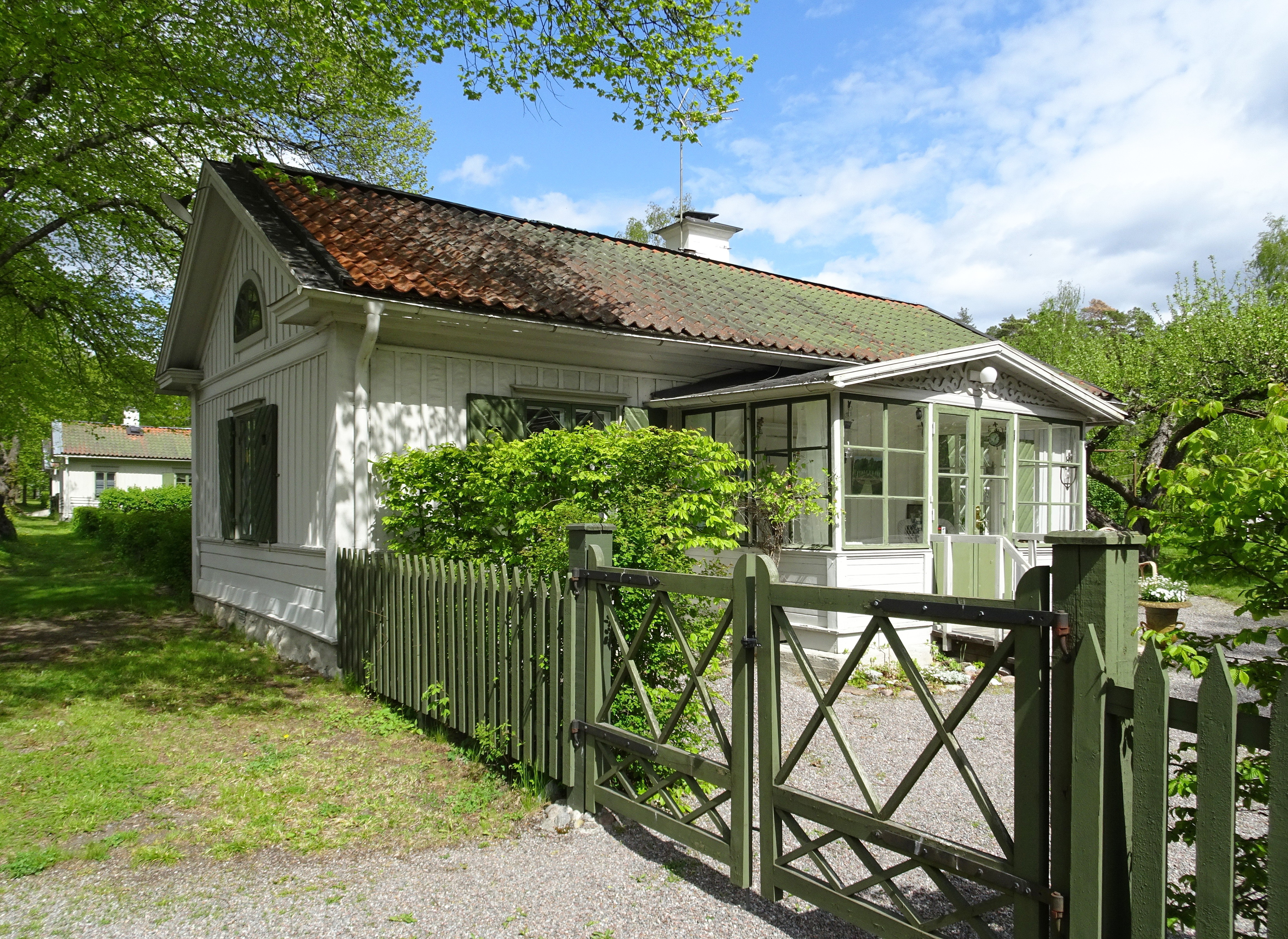
Vaktstuga I, boningshuset.
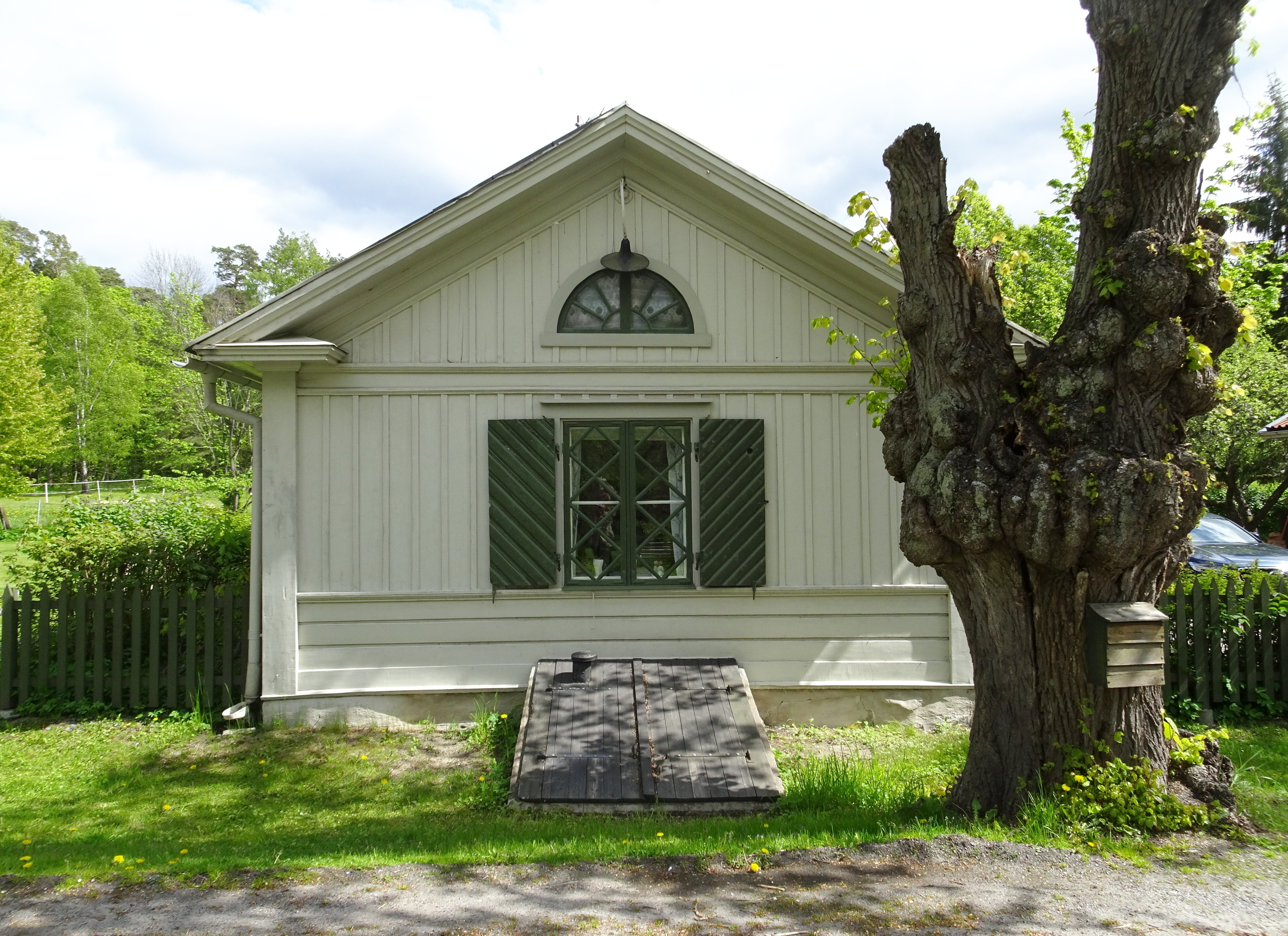
Vaktstuga II, boningshuset, gavel.
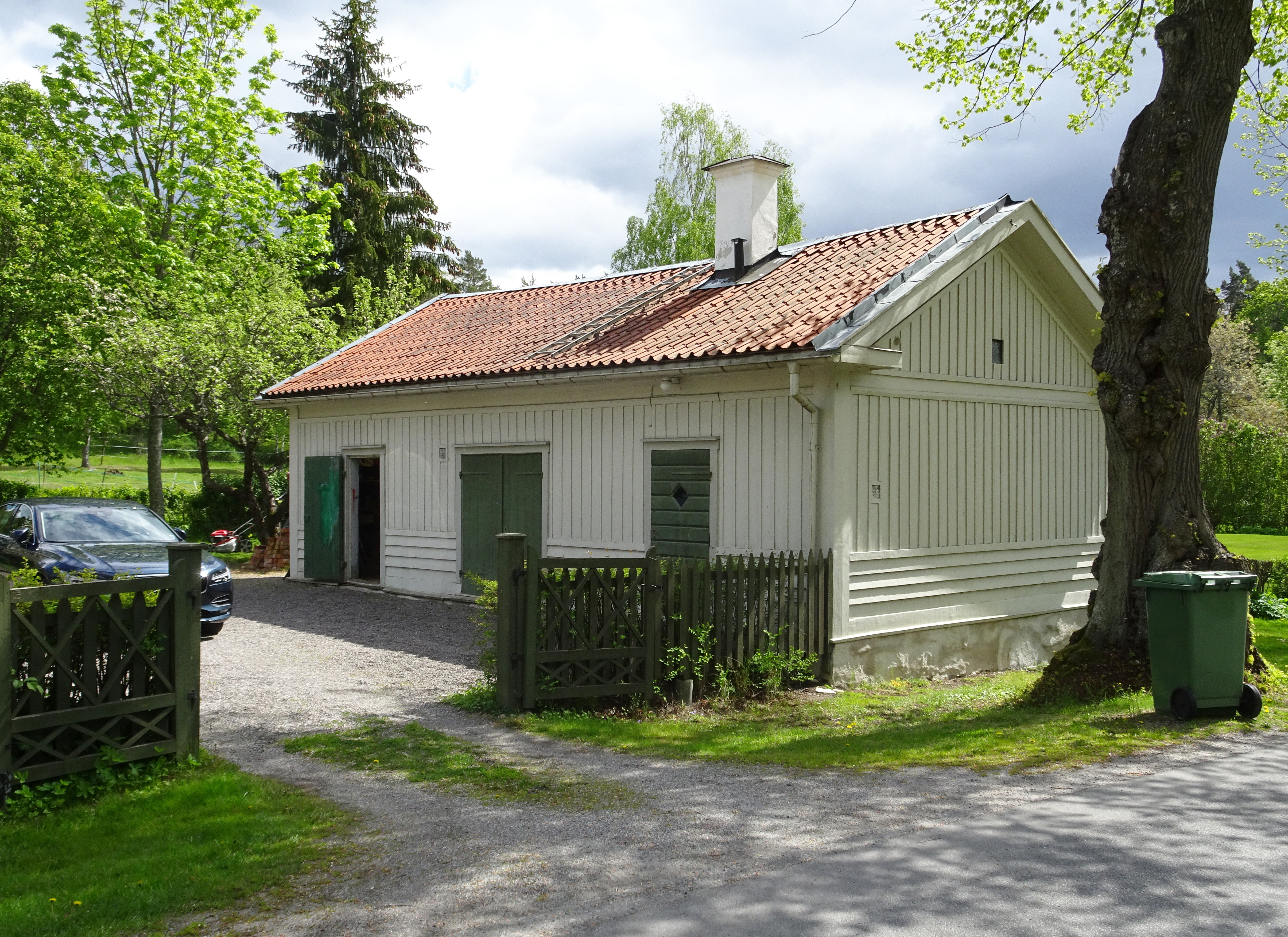
Vaktstugan II, uthuslängan.
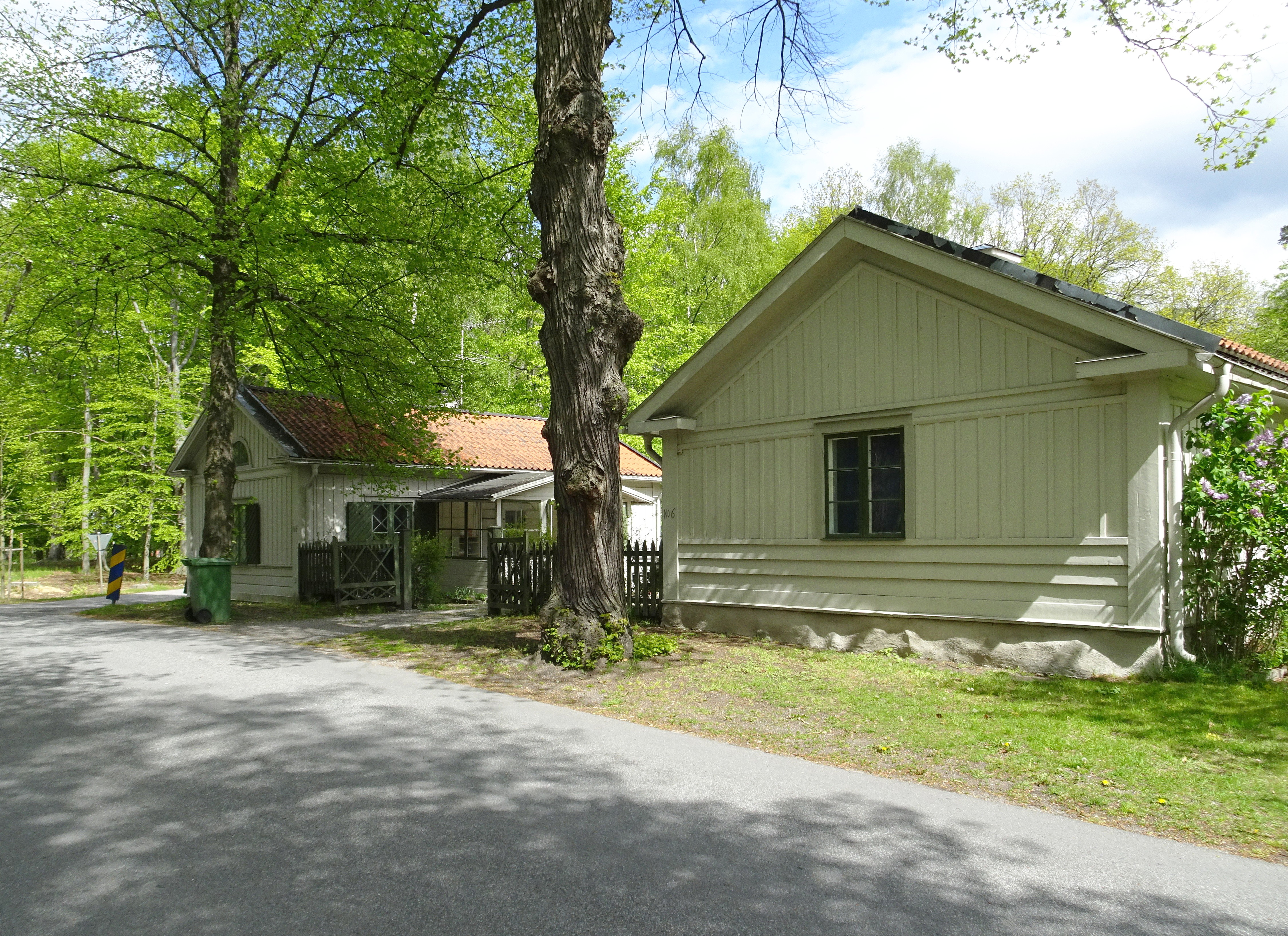
Vaktstuga III, boningshuset och uthuslängan.